# Elemér Schwartz
Elemér Schwartz (* 25. August 1890 in Vasvörösvár; † 22. Januar 1962 in Würzburg) war ein ungarischer Sprachwissenschaftler und Hochschullehrer.

## Leben
1907 in den Zisterzienserorden eingetreten, wurde er 1914 in der Abtei Zirc zum Priester geweiht und im folgenden Jahr an der Universität Budapest zum Dr. phil. promoviert. Von 1916 bis 1935 war er Gymnasiallehrer am Zisterziensergymnasium in Budapest. In der Zwischenzeit setzte er sein Studium an der Universität München fort und erwarb 1922 die Lehrbefugnis für deutsche Dialektologie in Budapest. Von 1936 bis 1948 lehrte er am Lehrstuhl für deutsche Linguistik und Ethnographie an der Universität Budapest. Von den Kommunisten seiner Professur enthoben, emigrierte er 1949 nach Belgien, wo er von 1950 bis zu seinem Tod 1962 an der Katholischen Universität Löwen deutsche Sprache und Ethnographie lehrte. Seine Hauptforschungsgebiete waren Dialektologie, Namenkunde und Ethnographie. Sein wissenschaftliches Werk umfasst mehr als 300 Artikel und selbständige Arbeiten.

## Werke
- A rábalapincs-közi nyelvjárás hangtana (Budapest, 1914), Dissertation
- Bevezetés a hazai német nyelvjáráskutatásba [Einführung in das Studium der deutschen Dialekte in Ungarn] (Budapest, 1923)
- A nyugatmagyarországi zsidó családnevek [Die jüdischen Familiennamen Westungarns] (Sopron, 1926)
- A pozsonyi jiddis hangtana [Die jiddische Phonetik von Bratislava] (Budapest, 1930)
- A nyugatmagyarországi német helységnevek [Die deutschen Ortsnamen Westungarns] (Budapest, 1932)
- A német köznyelv és helyes kiejtése [Die deutsche Volkssprache und ihre richtige Aussprache] (Budapest, 1940)
- Karácsony a művészetben [Weihnachten in der Kunst] (mit János Jajczay, Budapest, 1942)